# Lomamyia fulva
Lomamyia fulva is een insect uit de familie van de Berothidae, die tot de orde netvleugeligen (Neuroptera) behoort. 
Lomamyia fulva is voor het eerst wetenschappelijk beschreven door Carpenter in 1940.